# Orbea variegata
O. variegata (L.) Haw. és probablement la més coneguda de totes les espècies, per haver estat un dels primers stapeliads sud-africans a ser conreada a Europa; molts híbrids han estat cultivats, la majoria d'ells es descriuen com a espècies diferents en algun moment. L'espècie creix sota una gran varietat de condicions. És originària de la zona de pluges d'hivern del Cap Occidental de Sud-àfrica, principalment al llarg de la franja costanera. Creix de forma activa durant l'hivern i la primavera. Els productors han de deixar que la terra s'assequi entre regs i han d'alimentar a les plantes durant l'estació de creixement actiu. El sòl ha d'estar ben drenat i ric en matèria orgànica. Aquesta espècie és considerada com un invasor estranger al sud d'Austràlia.
Orbea variegata és una espècie suculenta de la família de les apocinàcies. El grup dels Stepelids són molt interessants des del punt de vista de la seva diversitat de formes, colors, talles i olors que fan temptadora la recol·lecció i collita. El gènere Orbea té flors molt boniques i és un grup de fàcil creixement. Fins i tot les plantes estèrils amb les seves tiges porpres amb taques contra diversos tons de verd, són molt atractius. En una rocalla, la planta pot fer estores entre les roques exposades i donen un bon teló de fons per a altres plantes d'accent com euforbies i aloes grans.

## Descripció
Les Orbea són, perennes, suculentes i sense fulles; són plantes glabres i es ramifiquen des de la base i, sovint sorgeixen de tiges rizomatoses. Les tiges són erectes a prostrades i, de vegades exhibeixen un caràcter rastrer.

### Tiges
Les tiges de quatre angles projecten prominents dents afilades (tubercles), en els flancs, amb una punta suau i estan sempre d'un color marró violaci clapejat sobre un fons verd, especialment diferent quan s'exposa al sol. A la base dels tubercles es troben un parell de denticles estipulares i les tiges són sense fulles ben desenvolupades.

### Flors
Les flors són de 10 a 100 mm de diàmetre i neixen d'unes inflorescències que poden presentar de poques a moltes flors. D'una a cinc inflorescències solen desenvolupar-se en qualsevol lloc al llarg d'una tija. Sovint tenen una olor desagradable, que atrau els pol·linitzadors. Els fol·licles portadors de llavors (fruita) semblen dues banyes, d'aquí el nom comú de bokhoring. Igual que les tiges, també són llises, tacades i amb puntejat de color porpra.

## Distribució i hàbitat
Orbea variegata es distribueix àmpliament per tot Àfrica i entra també a la Península Aràbiga. Sobre 56 espècies són reconegudes a tot el món i estan més o menys distribuïts entre els hemisferis nord i sud de manera semblant. Dos grans centres de localització en són reconeguts, al nord de la línia equatorial i el centre de Sud-àfrica cap al sud de l'equador. Prop de 28 espècies es troben a Sud-àfrica. Estranyament, Orbea no està representat a Madagascar, i al sud d'Àfrica està absent només a Lesotho.
A diferència de la majoria dels altres gèneres Stapelia al sud d'Àfrica, que tenen el seu més alt grau de diversificació a la frontera entre la zona de pluges d'hivern i les regions seques dels matollars de Karroid, Orbea té la seva major diversificació al llarg del vessant oriental, amb un pic a les àrees de Soutpansberg i Blouberg.

## Taxonomia
Orbea variegata va ser descrita per Haworth, Adrian Hardy i publicada a Synopsis plantarum succulentarum ... 40. 1812. (Syn. Pl. Succ.)
Etimologia
- Orbea: el nom genèric d'Orbea deriva de la paraula llatina “Orbis” que significa cercle, disc, fent referència a la part engruixida de la corol·la, l'anell, envoltant el centre de la flor.
- variegata: epítet llatí que deriva del verb passiu en participi “variegatus” que significa "molt variat, molt variable" referint-se potser a les moltes tonalitats que pot presentar.[5]